# Auxey-Duresses
Auxey-Duresses – miejscowość i gmina we Francji, w regionie Burgundia-Franche-Comté, w departamencie Côte-d’Or.
Według danych na rok 1990 gminę zamieszkiwało 351 osób, a gęstość zaludnienia wynosiła 32 osoby/km² (wśród 2044 gmin Burgundii Auxey-Duresses plasuje się na 568. miejscu pod względem liczby ludności, natomiast pod względem powierzchni na miejscu 865.).